# Elecciones comunales de Camboya de 2007
Las elecciones comunales de Camboya de 2007 se realizaron el 1 de abril. Fueron las segundas elecciones municipales de Camboya. El resultado fue una rotunda victoria para el Partido Popular de Camboya, del Primer ministro Hun Sen, que obtuvo el 60.82% de los votos, gobernando 1591 de las comunas (7 menos que en la elección anterior), y obteniendo 7993 miembros del Concejo Comunal. La participación vaciló ligeramente con respecto a la anterior elección, en la que casi el 90% del electorado votó, siendo que esta vez no llegó al 70%. Además de un leve ascenso del Partido Nación Jemer (o Partido Sam Rainsy), esta elección destacó también por el hundimiento del Funcinpec, que obtuvo tan solo 1 alcalde y 151 concejales.

## Sistema electoral
El Consejo Comunal cuenta con 11.353 miembros (5 a 11 por comuna en función de su geografía o demografía) elegidos a través de un sistema proporcional en el que los partidos políticos nacionales registrados presentan candidatos de por lo menos dos veces el número de asientos en cada comuna. No se permiten candidaturas independientes. Los Concejales Comunales votan en nombre de sus electores en las elecciones del Senado.